# Ángela de la Cruz (artista)
Ángela de la Cruz (La Coruña, 1965) es una artista española. Fue nominada para el Premio Turner en 2010. En 2017 ganó el Premio Nacional de Artes Plásticas.

## Biografía
De la Cruz nació en La Coruña.  Estudió filosofía en la Universidad de Santiago de Compostela, antes de mudarse a Londres en 1989, donde estudió arte en la Universidad de Arte de Chelsea, el Goldsmiths College y la Slade School of Art (University College de Londres).  Vive y trabaja en Londres. Tuvo una hija, nacida en 2005, mientras ella se encontraba en un coma después de padecer una hemorragia cerebral. De la Cruz utiliza ahora silla de ruedas y necesita asistentes para realizar su trabajo.

## Trabajo
Cuando estudiaba en el Slade School of Art (University College London), retiró el bastidor de un lienzo pintado ( también se dice que el bastidor se rompió accidentalmente, aunque puede que ella lo retirara deliberadamente.). El resultado de la pintura deformada la inspiró y, desde entonces, la Cruz distorsiona o rompe deliberadamente sus obras como parte del proceso creativo. En sus palabras:  "Un día retiré la barra de cruz y la pintura se dobló. Desde aquel momento,  miro a la pintura como un objeto."  Su trabajo, tratando los cuadros como objetos tridimensionales más que como una representación bidimensional, sigue una tradición que se incluye el movimiento del espacialismo de Lucio Fontana en los años cuarenta.
Su pieza "Ashamed", creada en 1995, es una pintura amarilla en rafia, rota por la mitad, que se exhibe colgada entre dos paredes. Un trabajo similar de 1996  "Homeless", es una tela mucho más grande de un amarillo pálido parecido al de la obra anterior, que tiene su marco roto en dos y plegado, y está exhibido colgando por una esquina, reposando en el suelo de la galería.  Waldemar Januszczak ha descrito este trabajo como "la orina coloreada". "Self" (1997) comprende dos pinturas marrones: una envuelta sobre una silla en frente de la otra, colgada convencionalmente en la pared.  "Ready to Wear" (1997–2003) es una serie de telas rojas, desgarradas en parte de su marco, como si el cuadro estuviese siendo vestido.  "Nothing" (1998–2005) es una serie de telas negras, arrugadas en un montón y abandonadas en el suelo de la galería, asemejando una bolsa de plástico negra desechada. Desde 2000, ha incorporado a sus piezas objetos como sillas, mesas o armarios, algunas veces adornados con lienzos rotos.  Su serie "Clutter" (2003-5) reúne colecciones de residuos y materiales. "Deflated" son una serie de cuadros (2009-) que cuelgan tristemente de un gancho, sin marco.  "Flat" (2009) comprende un plástico y una silla de metal que ha colapsado en el suelo.
Se le encargó pintar "Larger Than Life" en 1998 para el salón de baile del Royal Festival Hall.
Ha expuesto en Manifesta 5 en San Sebastián en 2004. Su primera exposición individual en Reino Unido, llamada "After", tuvo lugar en el Camdem Arts Centre en abril y mayo de 2010. Fue nominada para el Premio Turner en 2010.
En 2011 participó en la inauguración del Museo de Arte Contemporáneo Helga de Alvear.
En los últimos años, de la Cruz también ha utilizado aluminio como material de base para su trabajo. El material es soldado con una forma para después aplastarlo, golpearlo y distorsionarlo (por el Estudio de Mike Smith, que trabaja bajo las instrucciones de Ángela) antes de ser entregado al estudio de Ángela de la Cruz para ser pintado por sus ayudantes. Ha expuesto algunos de estos trabajos en la Galería Lisson de Milán, en 2013, i en el Centre d'Art La Panera de Lleida, en 2015.
En octubre de 2018 se expuso una retrospectiva de su obra desde 1996 hasta 2018 en el Azkuna Zentroa de Bilbao, con el título de Homeless, donde se muestra como la pintura adquiere volumen y se torna escultura y la escultura se acerca la pintura. Las obras proceden de diferentes Galerías, colecciones particulares y de la propia artista.
Ha sido galardonada con el Premio Nacional de las Artes Plásticas 2017. El jurado ha reconocido la "intensidad de su obra que explora la compleja relación entre el espacio ilusionista de la pintura y la presencia física de la escultura”.